# Клейза, Линас
Линас Клейза (лит. Linas Kleiza; родился 3 января 1985 года в Каунасе) — литовский баскетболист. Играл на позиции тяжёлого форварда. Был выбран на драфте НБА 2005 года под 27 номером клубом «Портленд Трэйл Блэйзерс». В 2009 году, после четырёх сезонов в НБА, подписал контракт с «Олимпиакосом».

## Биография
Клейза учился в США и в 2003 году окончил христианскую школу Монтроуз в Роквилле (штат Мэриленд). В составе юношеской сборной Литвы он стал серебряным призёром чемпионата мира по баскетболу среди юношей до 19 лет в 2003 году. На турнире он в среднем за игру набирал 29,1 очков при 58 процентах реализации. После окончания школы поступил в Университет Миссури, где проучился два года.
Клейза был выбран на драфте НБА 2005 года под 27 номером клубом «Портленд Трэйл Блэйзерс». «Блэйзерс» затем обменяли его вместе с Рикки Санчесом в «Денвер Наггетс» на Джаррета Джека. В своём дебютном сезоне Клейза редко выходил со скамейки, набирая 3,5 очка в среднем за игру за 8,5 минут, проведённых на площадке.
В своем втором сезоне НБА Клейза стал больше бросать из-за трёхочковой линии, реализовав 83 броска из 221, тогда как в первом сезоне он забросил лишь 2 трёхочковых из 3 попыток. Кроме того, он стал проводить больше времени на площадке (18,8 минут в среднем за игру) и набирать больше очков (7,6 в среднем за игру) при 42-процентной реализации бросков. После окончания сезона 2006/2007 «Денвер», использовал продлил контракт Клейзы ещё на один сезон.
Клейза стал больше времени проводить на площадке в сезоне 2007-08, в основном выходя на замену звёздному форварду команды Кармело Энтони. Тем не менее, ходили слухи о его возможном обмене, в первую очередь, в «Сакраменто Кингз» на Рона Артеста. Сезон 2007/2008 Клейза завершил с показателем 11,1 очков в среднем за игру при реализации 47 процентов бросков.
Многие ожидали, что и в четвёртом сезоне в НБА Клейза продолжит прогрессировать, однако его статистика (9,9 очков в среднем за игру при 45-процентной реализации) несколько ухудшилась. В матчах серии плей-офф тренер Джордж Карл существенно урезал количество отведённого Клейзе игрового времени, предпочитая в решающих матчах выпускать со скамейки больше плеймейкеров.
10 августа 2009 года Клейза, ставший свободным агентом, подписал контракт на два года с зарплатой $ 12,2 млн (€ 8,6 млн евро) чистого дохода с греческой командой «Олимпиакос» (Пирей). Он немедленно адаптировался к европейским правилам баскетбола и стал лидером своей команды, набирая в среднем 17 очков за игру и делая почти 7 подборов за игру. В составе «Олимипиакоса» Клейза выиграл Кубок Греции в 2010 году. Выступая в Евролиге, Клейза завоевал Альфонсо Форд Трофи в 2010 году.
7 июля 2010 года Клейза расторг своё соглашение с «Олимпиакосом» и подписал четырёхлетний контракт с «Торонто Рэпторс» на сумму 20 млн долларов. В январе 2011 года игрок получил серьёзную травму правого колена, и выбыл до конца сезона 2010-11. 1 февраля 2011 года перенес операцию и вернулся на площадку только 11 января 2012 года, в матче против «Сакраменто Кингз». За 14 минут на площадке набрал 10 очков, совершил 3 подбора и отдал одну передачу.

## Национальная сборная
Клейза привлекался в сборную команду Литвы в 2006 году на чемпионат мира по баскетболу. Он завоевал бронзовую медаль на чемпионате Европы по баскетболу в 2007 году. Выступал на Олимпийских играх в 2008 году. Завоевал бронзовую медаль на чемпионате мира 2010, где в среднем за матч набирал 19 очков, совершал 7,1 подбор и отдавал 1,4 результативные передачи. По итогам выступлений попал в символическую сборную турнира. Из-за травмы колена пропустил Евробаскет 2011. Принял участие в Олимпийских играх в 2012 году.

## Награды
- Командор Креста ордена «За заслуги перед Литвой» (Литва, 2007 год)
- Командор Креста ордена Великого князя Литовского Гядиминаса (Литва, 2010 год)
- Командор Большого креста ордена «За заслуги перед Литвой» (Литва, 2013 год)

## Статистика

### Статистика в НБА
| Сезон                                                                                    | Команда | Регулярный сезон | Регулярный сезон | Регулярный сезон | Регулярный сезон | Регулярный сезон | Регулярный сезон | Регулярный сезон | Регулярный сезон | Регулярный сезон | Регулярный сезон | Регулярный сезон | Серия плей-офф | Серия плей-офф | Серия плей-офф | Серия плей-офф | Серия плей-офф | Серия плей-офф | Серия плей-офф | Серия плей-офф | Серия плей-офф | Серия плей-офф | Серия плей-офф |
| Сезон                                                                                    | Команда | GP               | GS               | MPG              | FG%              | 3P%              | FT%              | RPG              | APG              | SPG              | BPG              | PPG              | GP             | GS             | MPG            | FG%            | 3P%            | FT%            | RPG            | APG            | SPG            | BPG            | PPG            |
| ---------------------------------------------------------------------------------------- | ------- | ---------------- | ---------------- | ---------------- | ---------------- | ---------------- | ---------------- | ---------------- | ---------------- | ---------------- | ---------------- | ---------------- | -------------- | -------------- | -------------- | -------------- | -------------- | -------------- | -------------- | -------------- | -------------- | -------------- | -------------- |
| 2005/06                                                                                  | Денвер  | 61               | 2                | 8,5              | 44,5             | 15,4             | 70,4             | 1,9              | 0,2              | 0,2              | 0,2              | 3,5              | 3              | 0              | 4,8            | 37,5           | 0,0            | -              | 1,3            | 0,7            | 0,0            | 0,0            | 2,0            |
| 2006/07                                                                                  | Денвер  | 79               | 14               | 18,8             | 42,2             | 37,6             | 85,2             | 3,4              | 0,6              | 0,4              | 0,2              | 7,6              | 5              | 0              | 13,1           | 23,1           | 16,7           | 50,0           | 1,6            | 0,4            | 0,0            | 0,0            | 1,6            |
| 2007/08                                                                                  | Денвер  | 79               | 13               | 23,9             | 47,2             | 33,9             | 77,0             | 4,2              | 1,2              | 0,6              | 0,2              | 11,1             | 4              | 3              | 30,5           | 53,7           | 21,4           | 69,2           | 6,5            | 0,8            | 0,3            | 0,0            | 14,0           |
| 2008/09                                                                                  | Денвер  | 82               | 7                | 22,2             | 44,7             | 32,6             | 72,5             | 4,0              | 0,8              | 0,4              | 0,2              | 9,9              | 14             | 0              | 15,0           | 47,0           | 42,5           | 75,0           | 3,2            | 0,5            | 0,4            | 0,1            | 6,9            |
| 2010/11                                                                                  | Торонто | 39               | 23               | 26,5             | 43,8             | 29,8             | 63,1             | 4,5              | 1,0              | 0,5              | 0,2              | 11,2             | Не участвовал  | Не участвовал  | Не участвовал  | Не участвовал  | Не участвовал  | Не участвовал  | Не участвовал  | Не участвовал  | Не участвовал  | Не участвовал  | Не участвовал  |
| 2011/12                                                                                  | Торонто | 49               | 3                | 21,6             | 40,2             | 34,6             | 81,0             | 4,1              | 0,9              | 0,5              | 0,1              | 9,7              | Не участвовал  | Не участвовал  | Не участвовал  | Не участвовал  | Не участвовал  | Не участвовал  | Не участвовал  | Не участвовал  | Не участвовал  | Не участвовал  | Не участвовал  |
| 2012/13                                                                                  | Торонто | 20               | 3                | 18,8             | 33,3             | 30,3             | 84,2             | 2,6              | 0,8              | 0,2              | 0,1              | 7,4              | Не участвовал  | Не участвовал  | Не участвовал  | Не участвовал  | Не участвовал  | Не участвовал  | Не участвовал  | Не участвовал  | Не участвовал  | Не участвовал  | Не участвовал  |
|                                                                                          | Всего   | 409              | 65               | 20,0             | 43,5             | 33,5             | 76,3             | 3,6              | 0,8              | 0,4              | 0,2              | 8,7              | 26             | 3              | 15,9           | 46,1           | 34,4           | 71,8           | 3,2            | 0,5            | 0,2            | 0,0            | 6,4            |
| Наведите курсор мыши на аббревиатуры в заголовке таблицы, чтобы прочесть их расшифровку. |         |                  |                  |                  |                  |                  |                  |                  |                  |                  |                  |                  |                |                |                |                |                |                |                |                |                |                |                |

### Статистика в NCAA
| Сезон | Команда | Conf   | Class | GP | GS | MPG  | FG%  | 3P%  | FT%  | RPG | APG | SPG | BPG | PPG  |
| --- | ------- | ------ | ----- | -- | -- | ---- | ---- | ---- | ---- | --- | --- | --- | --- | ---- |
| 2003/04 | Миссури | Big 12 | FR    | 16 | 0  | 23,1 | 43,8 | 34,8 | 62,1 | 8,4 | 0,8 | 0,4 | 0,3 | 11,1 |
| 2004/05 | Миссури | Big 12 | SO    | 33 | 28 | 31,5 | 40,3 | 27,4 | 73,2 | 7,6 | 1,6 | 0,6 | 0,3 | 16,1 |
| Всего | Всего   | Всего  | Всего | 49 | 28 | 28,7 | 41,3 | 28,7 | 70,7 | 7,9 | 1,3 | 0,6 | 0,3 | 14,4 |
| Наведите курсор мыши на аббревиатуры в заголовке таблицы, чтобы прочесть их расшифровку Статистика приведена с сайта sports-reference.com |         |        |       |    |    |      |      |      |      |     |     |     |     |      |

### Статистика в других лигах
| Сезон | Команда         | Лига             | GP  | GS | MPG  | FG%  | 3P%  | FT%  | RPG | APG | SPG | BPG | PFL | TOV | PPG  |
| --- | --------------- | ---------------- | --- | -- | ---- | ---- | ---- | ---- | --- | --- | --- | --- | --- | --- | ---- |
| 2009/10 | Олимпиакос      | Евролига         | 22  | 21 | 30,4 | 48,0 | 34,9 | 79,8 | 6,5 | 1,3 | 0,7 | 0,2 | 2,0 | 1,6 | 17,1 |
| 2013/14 | Все клубы       | Все лиги         | 55  | 22 | 21,1 | 46,1 | 34,2 | 86,6 | 3,3 | 0,8 | 0,3 | 0,1 | 2,5 | 0,8 | 9,4  |
| 2013/14 | Фенербахче      | Чемпионат Турции | 31  | 15 | 20,9 | 46,7 | 36,4 | 81,2 | 3,1 | 0,8 | 0,3 | 0,1 | 2,6 | 0,8 | 8,9  |
| 2013/14 | Фенербахче      | Евролига         | 24  | 7  | 21,3 | 45,4 | 30,5 | 91,8 | 3,5 | 0,8 | 0,4 | 0,1 | 2,4 | 0,9 | 10,1 |
| 2014/15 | Все клубы       | Все лиги         | 64  | 13 | 19,1 | 45,0 | 37,3 | 79,7 | 3,5 | 0,6 | 0,3 | 0,1 | 2,8 | 1,0 | 8,1  |
| 2014/15 | Олимпия (Милан) | Чемпионат Италии | 37  | 6  | 18,5 | 45,8 | 38,4 | 81,3 | 3,5 | 0,7 | 0,3 | 0,1 | 2,9 | 1,2 | 8,5  |
| 2014/15 | Олимпия (Милан) | Евролига         | 24  | 7  | 19,6 | 42,1 | 35,2 | 78,8 | 3,1 | 0,3 | 0,2 | 0,1 | 2,6 | 0,6 | 7,3  |
| 2014/15 | Олимпия (Милан) | Кубок Италии     | 3   | 0  | 21,0 | 55,6 | 38,5 | 75,0 | 5,7 | 0,7 | 0,3 | 0,0 | 3,3 | 1,3 | 9,3  |
| Всего | Всего           | Всего            | 141 | 56 | 21,6 | 46,2 | 35,9 | 82,9 | 3,9 | 0,8 | 0,4 | 0,1 | 2,6 | 1,0 | 10,0 |
| В Евролиге | В Евролиге      | В Евролиге       | 70  | 35 | 23,6 | 45,8 | 33,9 | 83,8 | 4,3 | 0,8 | 0,4 | 0,1 | 2,4 | 1,0 | 11,4 |
| Наведите курсор мыши на аббревиатуры в заголовке таблицы, чтобы прочесть их расшифровку Статистика приведена с сайта basketball.realgm.com |                 |                  |     |    |      |      |      |      |     |     |     |     |     |     |      |